# Carlfried Mutschler

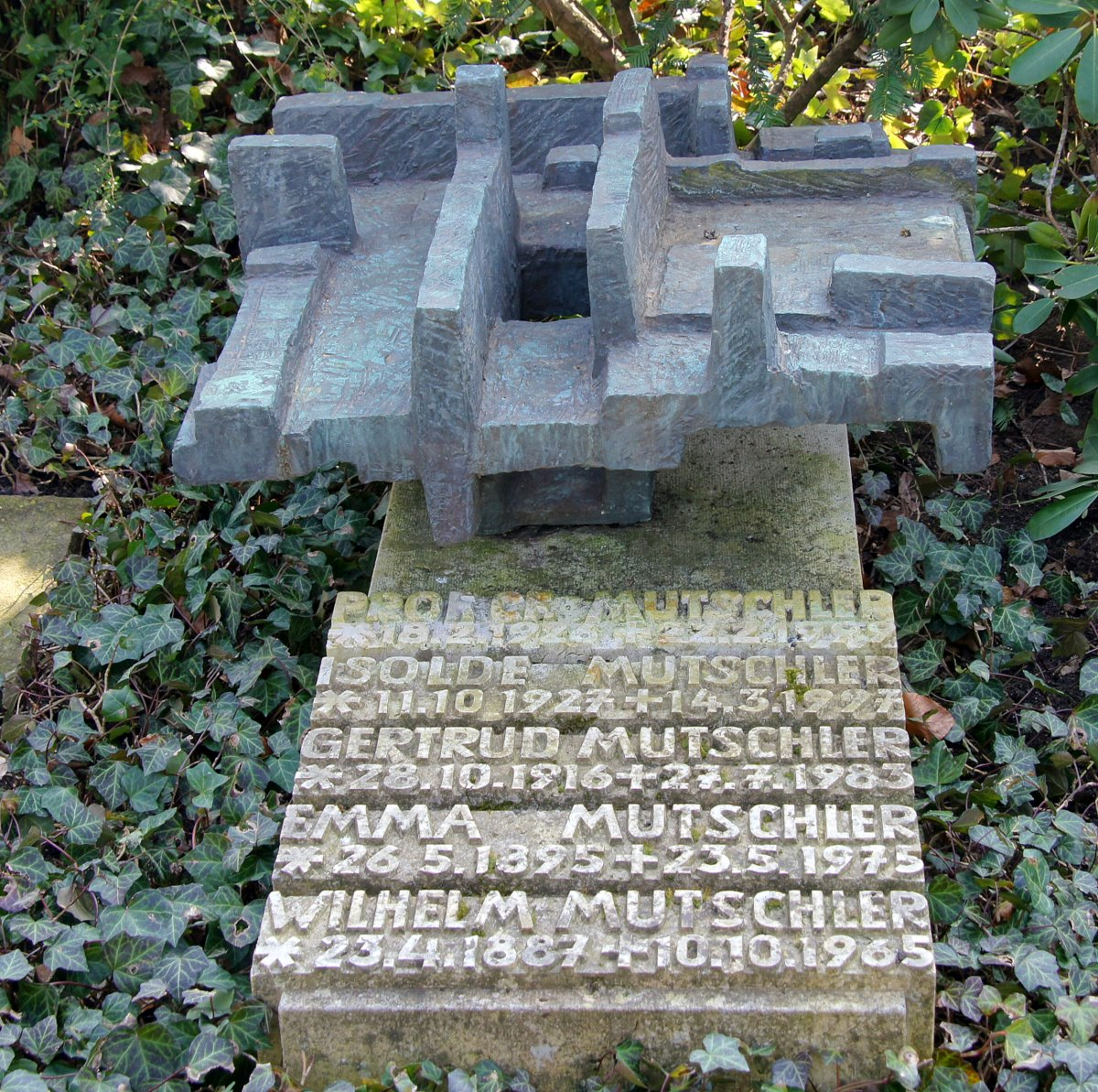
Familiengrab Mutschler auf dem Hauptfriedhof Mannheim (mit Hajek-Plastik)

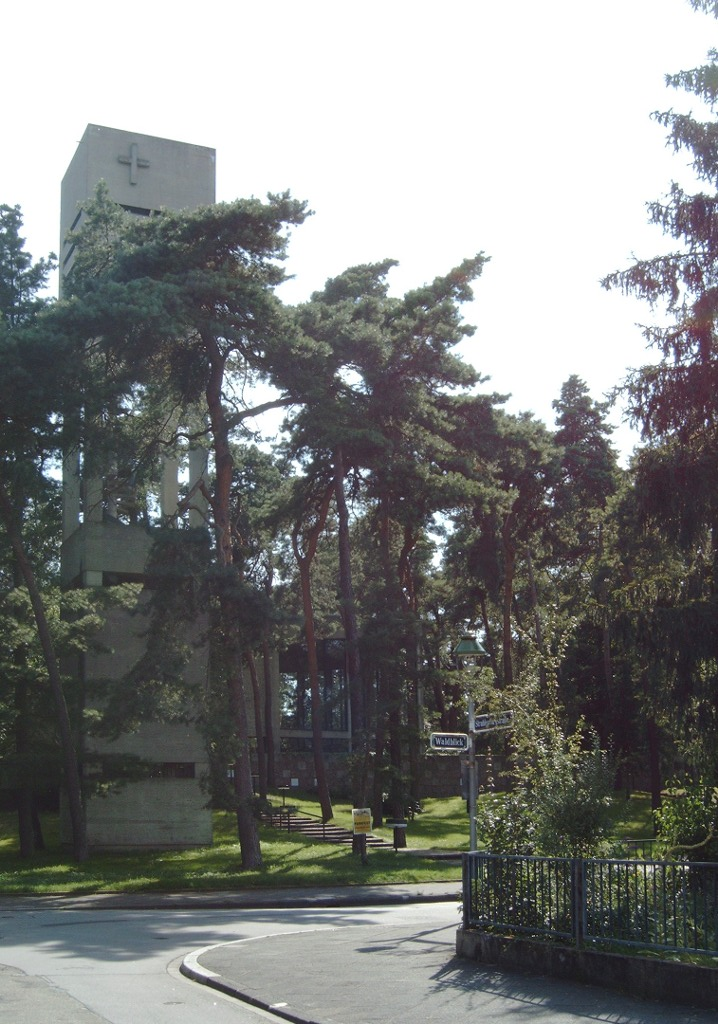
Pfingstbergkirche, Mannheim (1963)

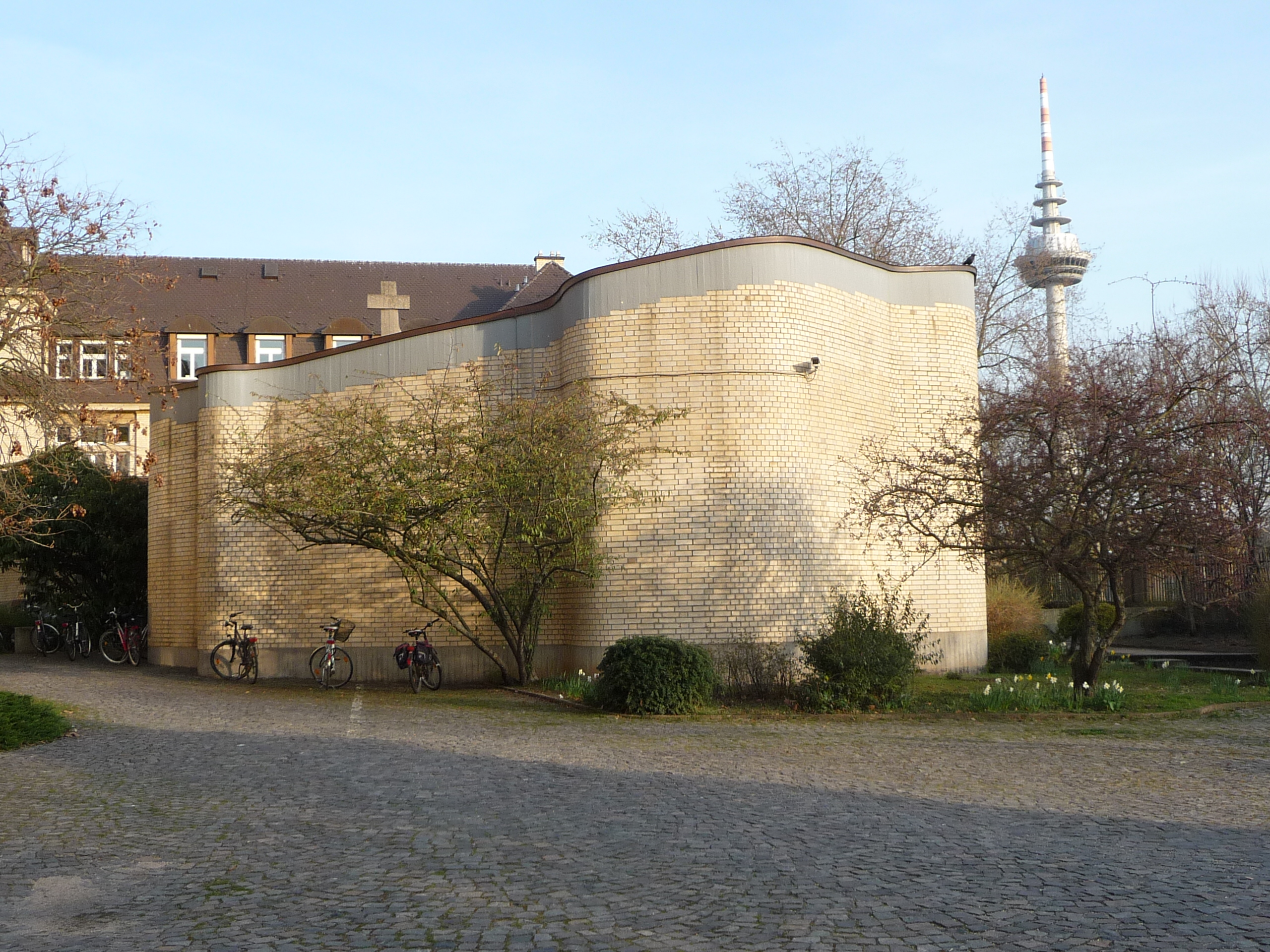
Kapelle am Universitätsklinikum, Mannheim (1966)

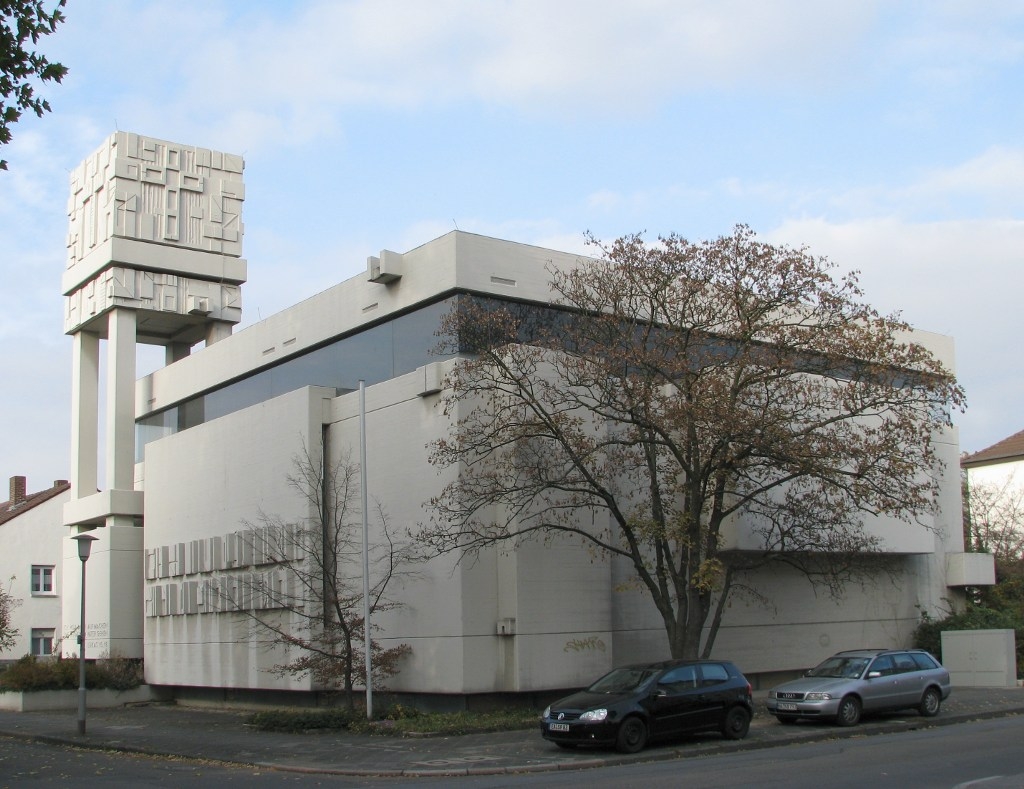
Lukaskirche, Mannheim (1967)

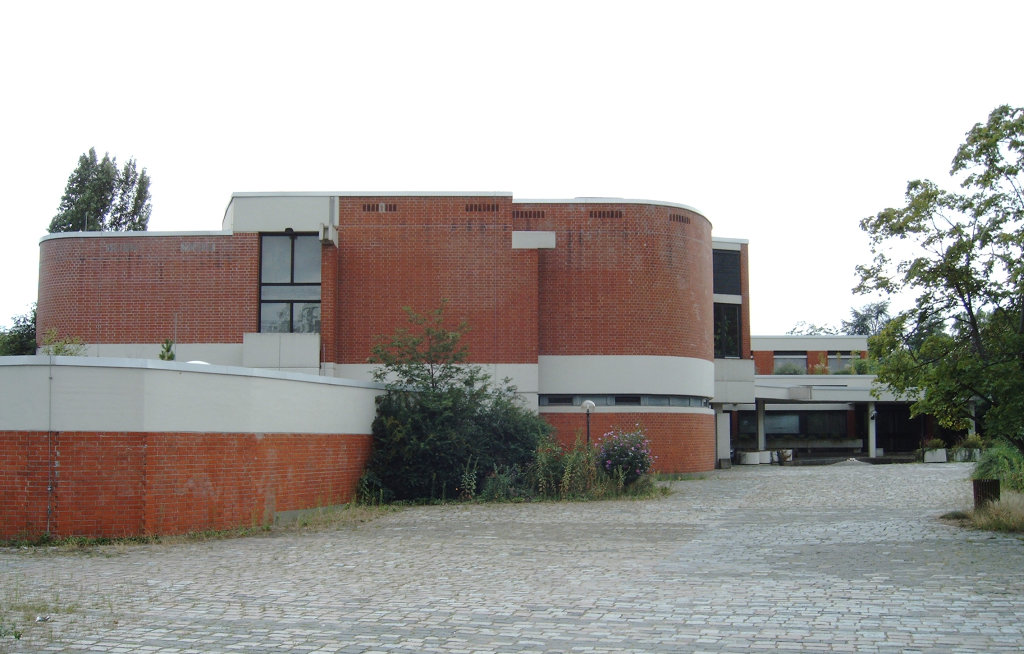
Gemeindezentrum Mannheim-Vogelstang (1968)

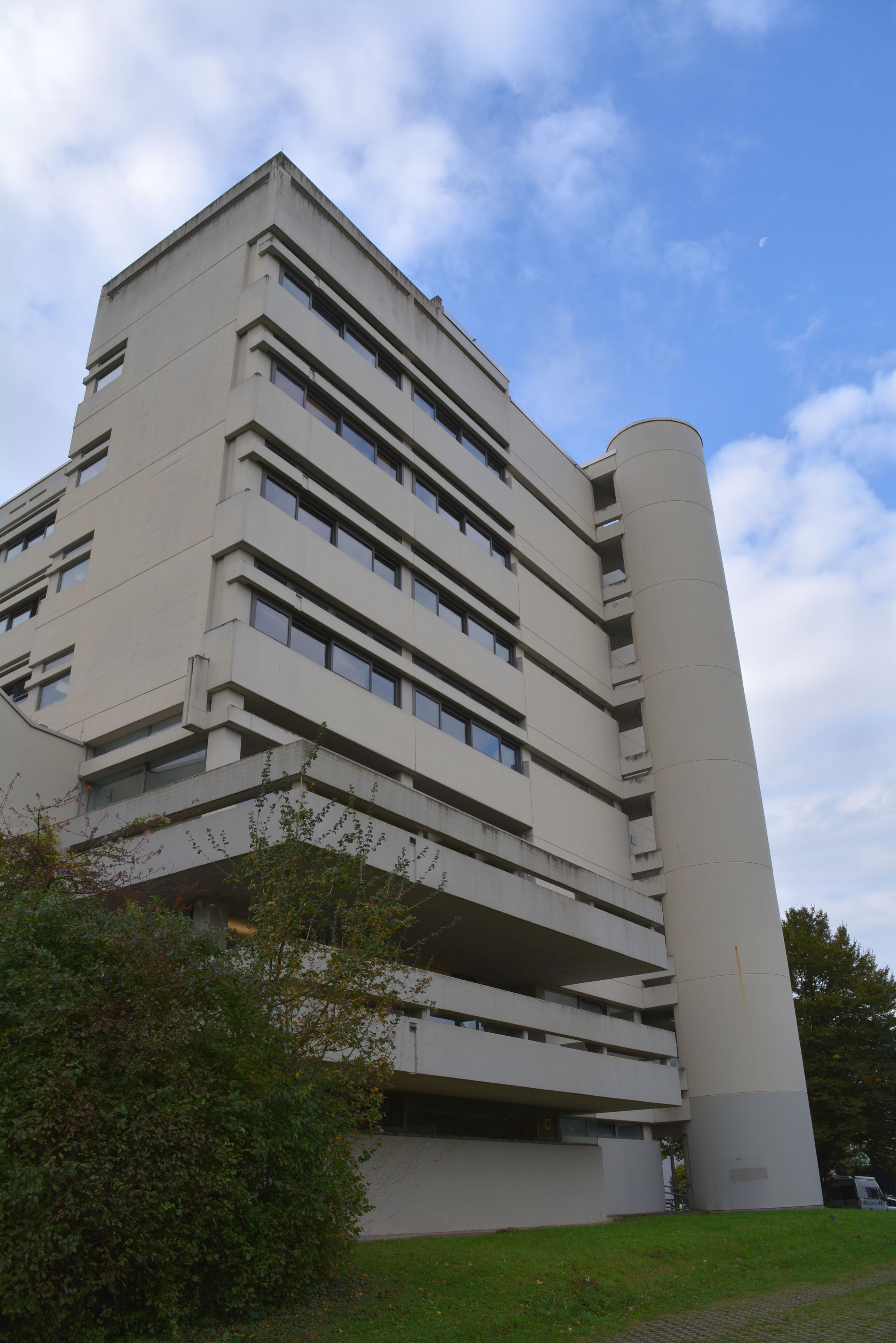
Südasien-Institut, Heidelberg (1969)

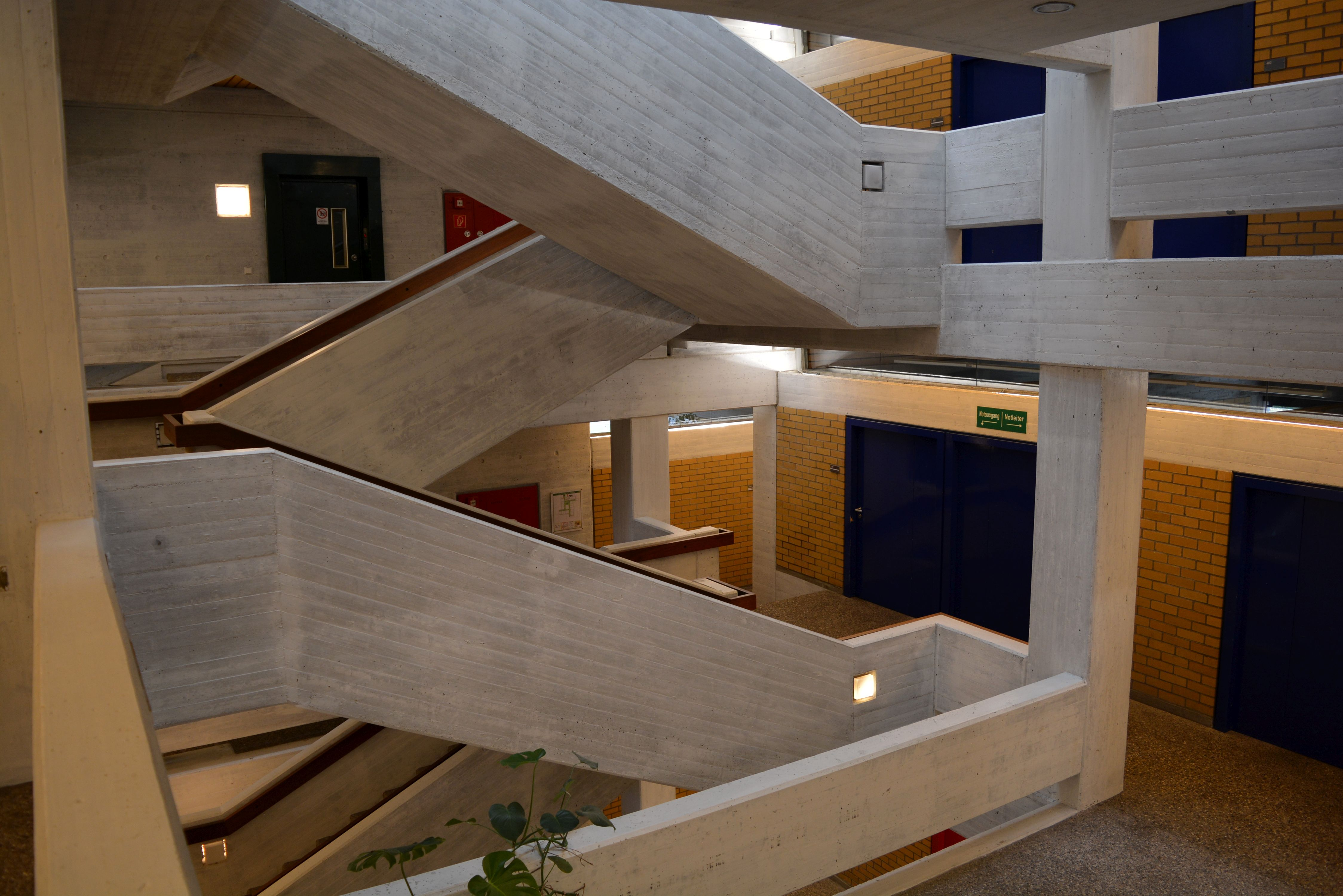
Innenraum mit Split-Level im ehemaligen Südasien-Institut, Heidelberg

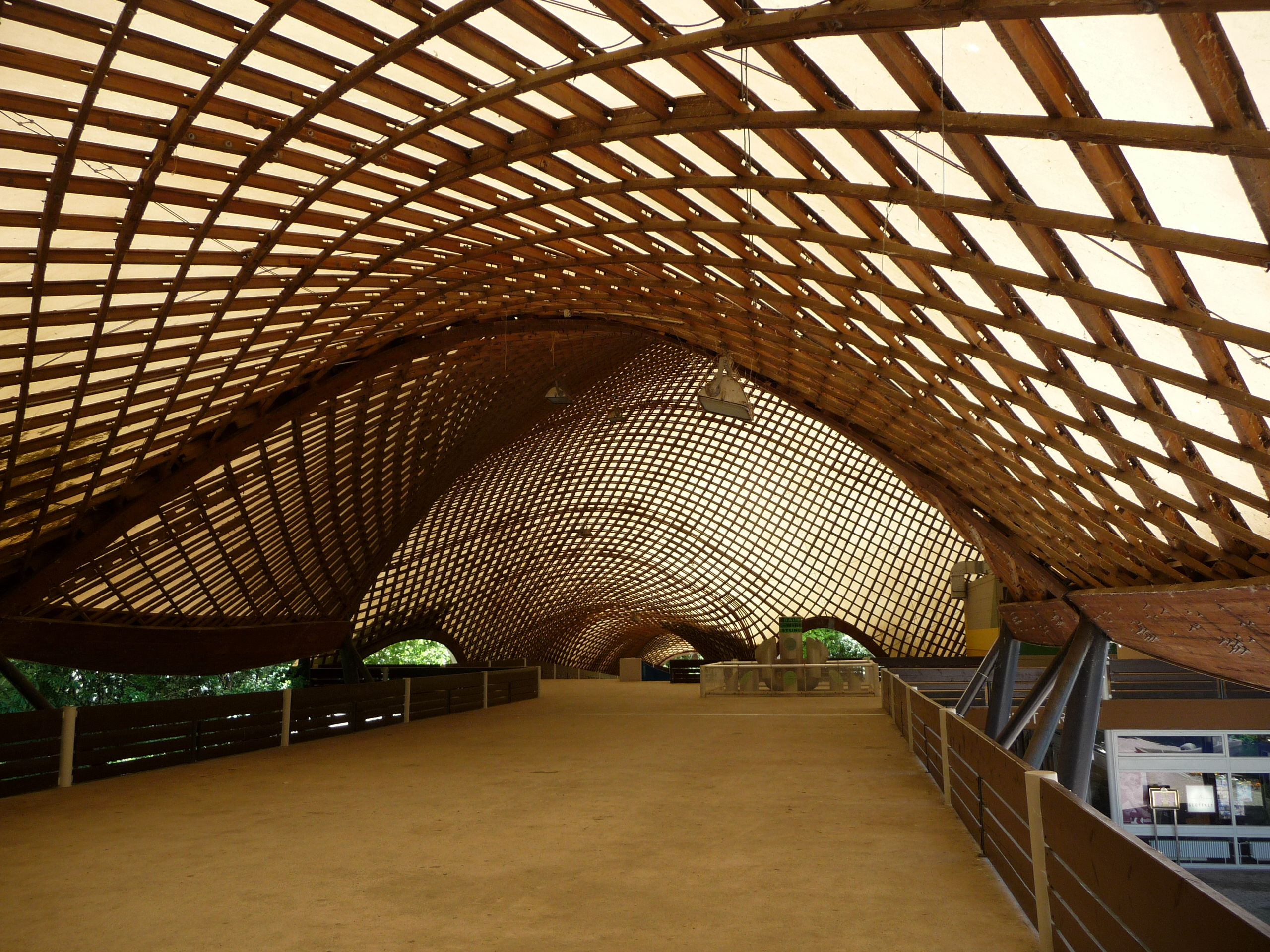
Multihalle, Mannheim (1975)

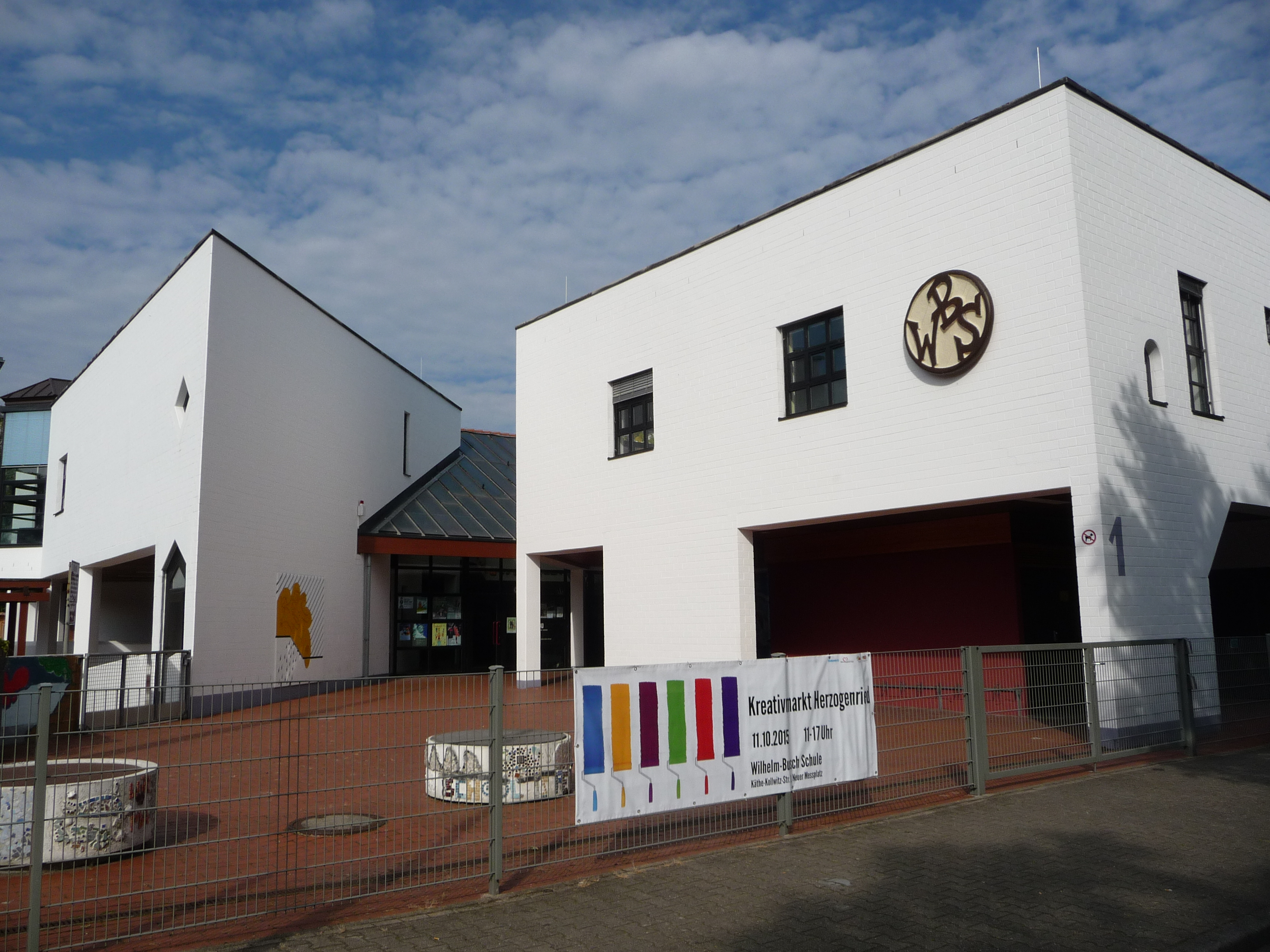
Wilhelm-Busch-Schule, Mannheim (1983)

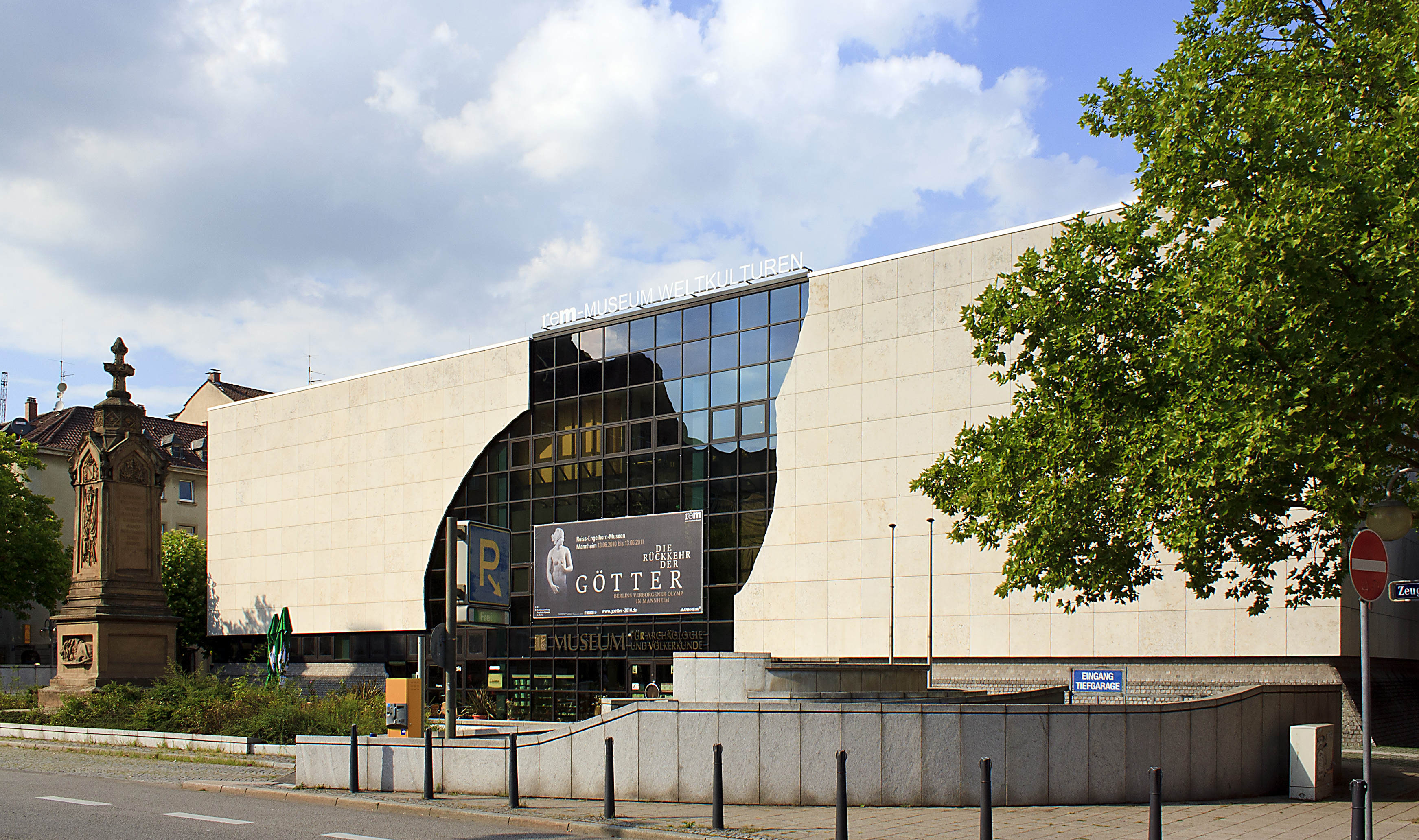
Museum Weltkulturen, Mannheim D 5 (1988)

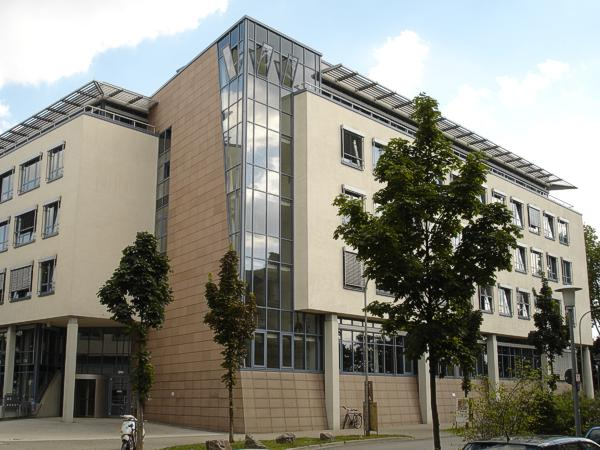
ZEW Leibniz-Zentrum für Europäische Wirtschaftsforschung, Mannheim (1990)

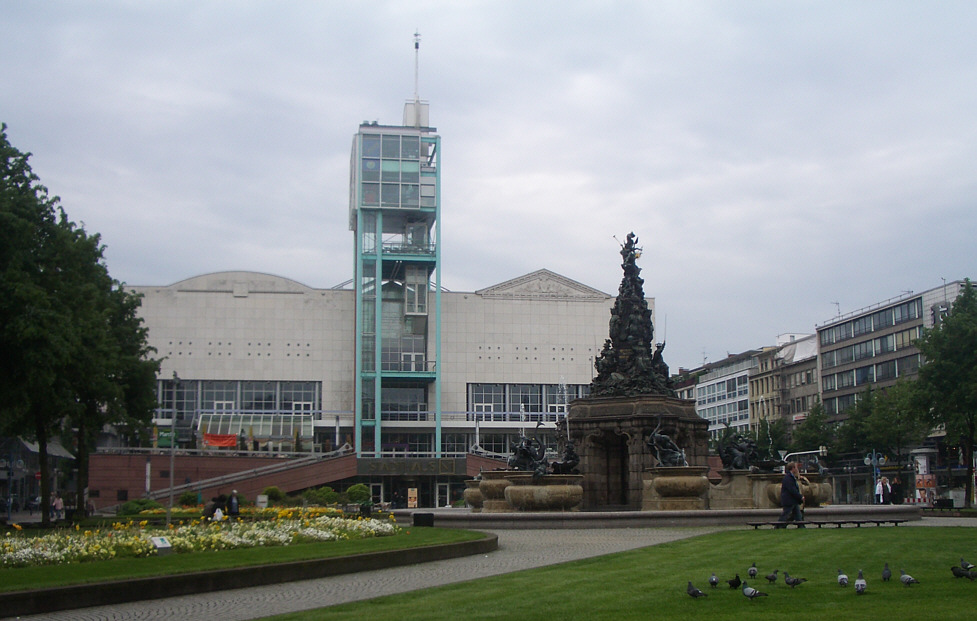
Stadthaus N 1, Mannheim (1991)

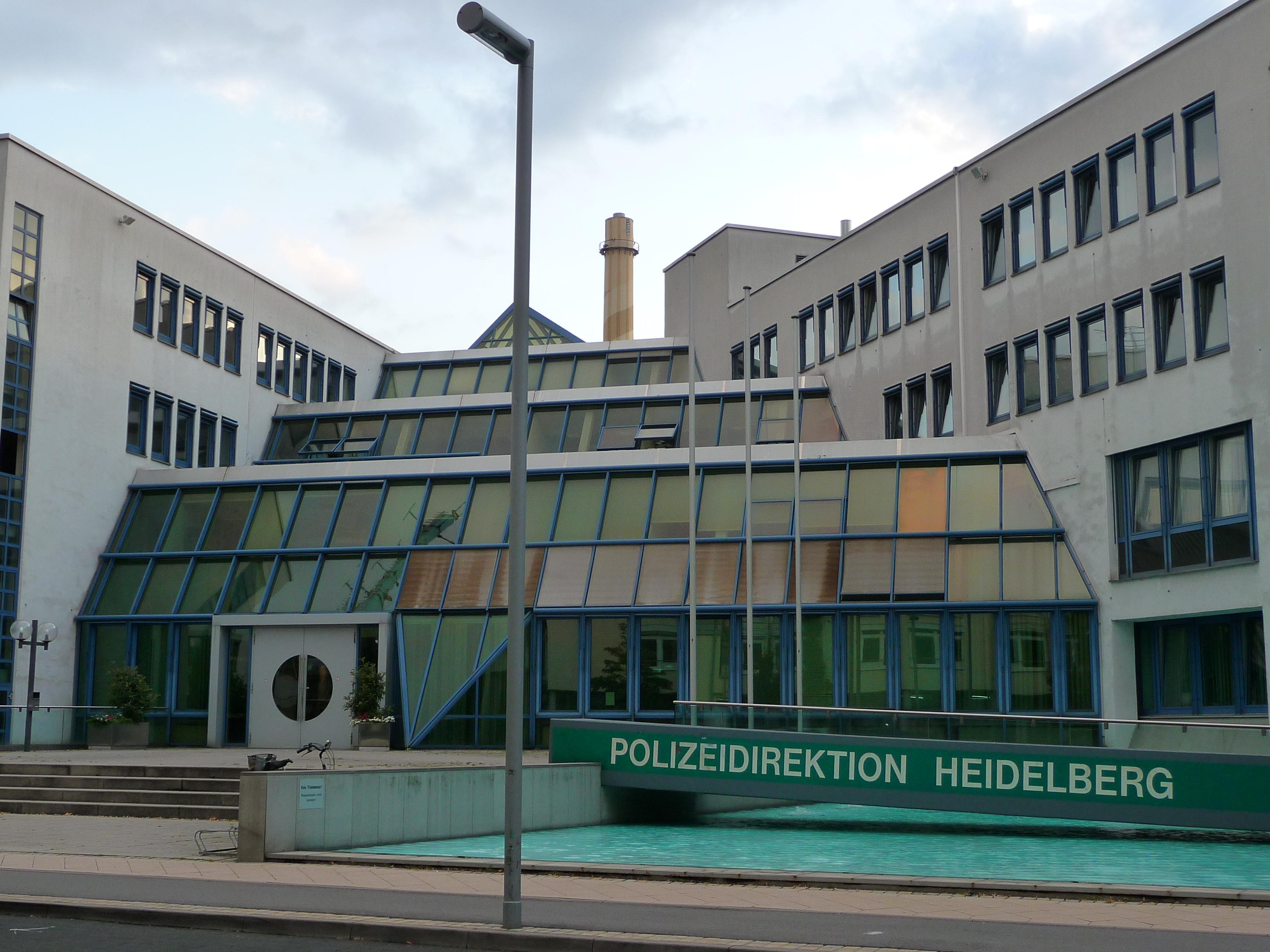
Polizeidirektion Heidelberg (1993)

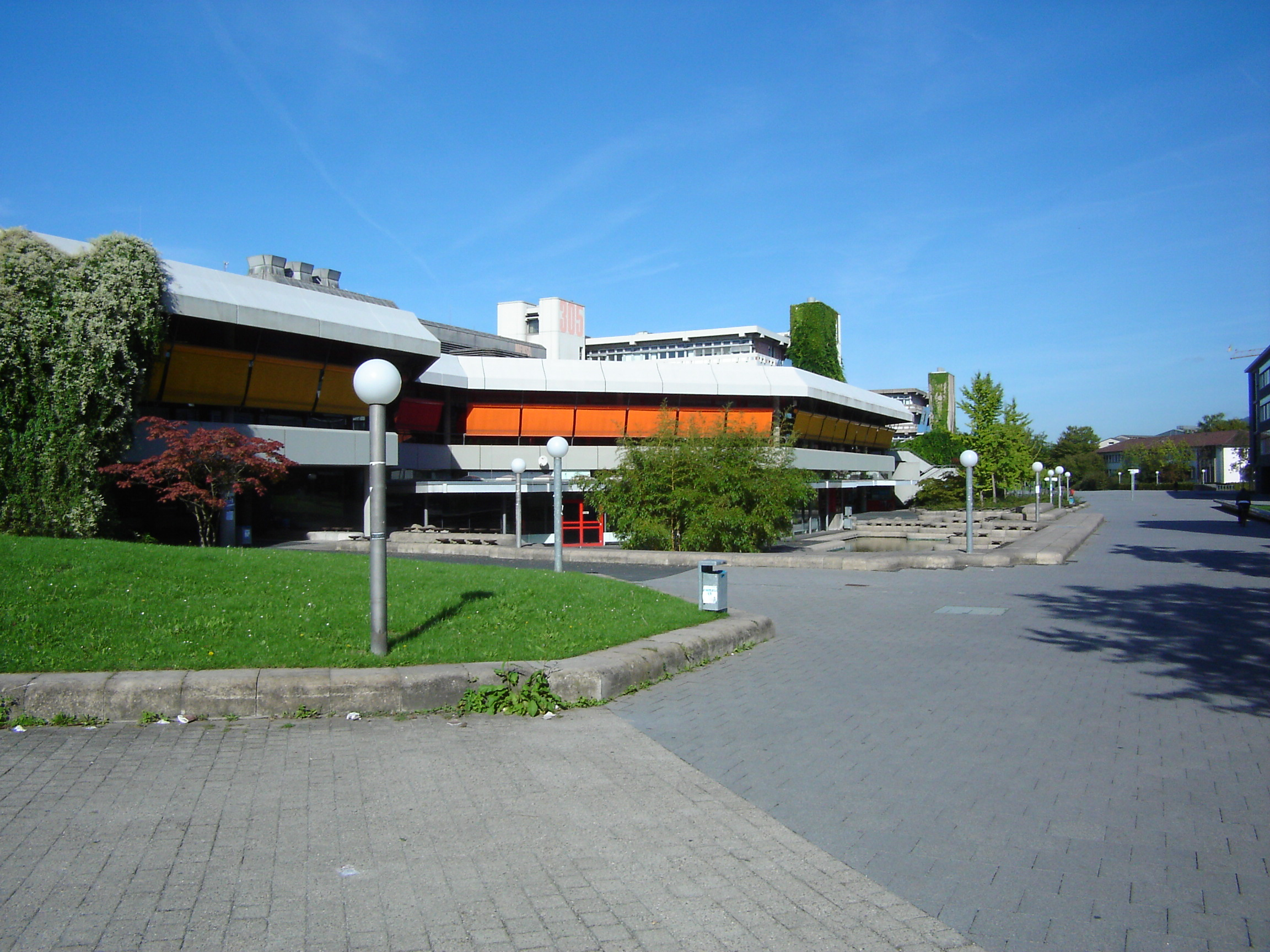
Campus Neuenheimer Feld in Heidelberg

Carlfried Mutschler (* 18. Februar 1926 in Mannheim; † 22. Februar 1999 ebenda) war ein deutscher Architekt. Mutschler realisierte komplexe Großbauten für den privaten und öffentlichen Bereich. Ab 1978 lehrte er als Honorarprofessor an der Städelschule in Frankfurt am Main.

## Leben
Mutschler wurde 1944 nach Ablegung des Abiturs am Goethe-Realgymnasium in Mannheim in den Krieg eingezogen. 1947 aus französischer Kriegsgefangenschaft entlassen, studierte er an der Technischen Hochschule Karlsruhe unter anderem bei Otto Haupt und Otto Ernst Schweizer und legte seine Diplomprüfung 1951 bei Egon Eiermann ab. Zunächst tätig im Architekturbüro von Alfred Au in Ludwigshafen, war er ab 1952 Mitarbeiter im Mannheimer Architekturbüro von Albrecht Lange und Hans Mitzlaff (1910–1997). Sein eigenes Büro gründete er 1953, mit Bürositz in Mannheim und bis 1959 auch in Frankfurt/Main.
Ab Mitte der 1950er-Jahre widmete sich Mutschler parallel zu seiner Planungstätigkeit intensiv der fachberuflichen Gremien- und Verbandsarbeit So war er im Deutschen Werkbund 1963 als Vorstandsmitglied der Landesgruppe Baden-Württemberg und ab 1975 als deren Erster Vorsitzender. In den Bund Deutscher Architekten e. V. (BDA) wurde er 1956 berufen, war dann ab 1959 Vorstandsmitglied der BDA-Kreisgruppe Mannheim und 1967–1970 Landesvorsitzender des BDA Baden-Württemberg. Neben Mitgliedschaften im Institut für Städtebau und Wohnungswesen Nürnberg (1964) und in der Deutschen Akademie für Städtebau und Landesplanung (1965) wurde er aufgrund seiner breitgefächerten künstlerischen wie baukünstlerischen Interessen 1970 Mitglied der Akademie der Künste Berlin.
Bei einem seiner frühen Privatbauten, dem großzügigen Wohnhaus mit Büroflügel Dr. Lothar Oechsner kam Mutschler 1958 in Kontakt mit dem jungen Maler und Plastiker Otto Herbert Hajek, was nicht nur Grundlage einer zeitlebens währenden Freundschaft und wiederholter Zusammenarbeiten wurde, sondern darüber hinaus weitreichende Auswirkungen auf seine schöpferische Auseinandersetzung mit dem Thema Kunst am Bau und zeitgenössischen Strömungen der Avantgarden hatte.
Betrachtet man die Bauten seines Frühwerks wie das Altenheim in Lindenhof von 1961, sind diese Gebäude zunächst vom strengen Stil der Nachkriegsmoderne seines Lehrers Egon Eiermann geprägt. Einen Wendepunkt in der Entwicklung von Mutschlers Architekturverständnis nehmen die Darmstädter Gespräche von 1951 über Mensch und Raum ein. Dort lernte er Hans Scharoun und dessen expressionistische Bauten kennen und schätzen. Kurz darauf kamen Hugo Häring und sein Werk hinzu.
Mutschler gewann im Jahr 1964 den ersten Preis beim Wettbewerb für die Erweiterung des Mannheimer Reiß-Museums in B 4, der jedoch nicht zur Ausführung kam. Nachdem Mutschler mit seinem Büropartner Joachim Langner und dem Künstler Erwin Bechtold einen zweiten Wettbewerb 1979 gewonnen hatte, errichteten sie in Mannheim von 1984 bis 1988 das Museum Weltkulturen für die Reiss-Engelhorn-Museen in D 5.
In Zusammenarbeit mit Frei Otto plante er die Multihalle anlässlich der Bundesgartenschau 1975 im Mannheimer Herzogenriedpark. Beim Bau der Multihalle setzte er anstatt auf eckige, harte Betonkanten auf ein freitragendendes Gitterwerk mit sanften Rundungen und lichtdurchlässiger PVC-Folie, was die Halle wie einen riesigen Walfisch aussehen lässt.
Mit dem Mannheimer Stadthaus fand Mutschler, wie es 1991 in einem Artikel zu seinem 65. Geburtstag hieß, aus den „Eiermannschen Eierschalungen“ heraus. Damit reagierte Mutschler auf den ästhetischen Paradigmenwechsel in der Architekturentwicklung der 1980er-Jahre, weg von seinen subtilen, neoplastischen Interpretationen des Brutalismus hin zur postmodernen Reinterpretation des Stilzitats.
Ab 1971 waren die langjährigen Mitarbeiter Joachim Langner und Dieter Wessa Büropartner von Carlfried Mutschler, ab 1987 zusätzlich noch Christine Mäurer und Ludwig Schwöbel, die ab 1993 das Architekturbüro in eigener Verantwortung weiterführten und 2005 in Schwöbel und Partner Freie Architekten umfirmierten.
Trotz seiner Lehrtätigkeit an der Städelschule in Frankfurt blieb Mutschlers Lebensmittelpunkt in Mannheim. Zahlreiche seiner Bauten stehen inzwischen unter Denkmalschutz.

## Bauten in Mannheim
- 1957–1963: Evangelisches Gemeindezentrum mit Pfingstbergkirche ⊙
- 1958: Wohnhaus für Dr. Lothar Oechsner (1974 abgerissen)
- 1960: Wohn- und Atelierhaus Mutschler in E7[13][14]⊙
- 1961: Altenheim und Mutterhaus für Evangelische Kinderschwestern in Mannheim-Lindenhof[15]
- 1965–1967: Lukaskirche in Mannheim-Almenhof ⊙
- 1966: Friedrich-Ebert-Schule, Mannheim ⊙
- 1966: Kapelle am Universitätsklinikum Mannheim[16]⊙
- 1966–1970: Geschwister-Scholl-Schule (abrißgefährdet)[17] ⊙
- 1968: Evangelisches Gemeindezentrum Vogelstang[18] ⊙
- 1970–1975: Multihalle (mit Frei Otto, Ewald Bubner und Ove Arup Partners) ⊙
- 1970–1977: Herzogenried-Siedlung in Neckarstadt-Ost ⊙
- 1975–1978: Wohnhaus in E7[19] ⊙
- 1979–1983: Wilhelm-Busch-Schule ⊙
- 1984–1988: Museum Weltkulturen (mit Erwin Bechtold) ⊙
- 1984: Internationales Institut für Berufsbildung (2017 abgerissen)
- 1986–1991: Stadthaus N1 ⊙
- 1990: Zentrum für Europäische Wirtschaftsforschung ⊙
- Hotel-, Wohn- und Geschäftshaus in N 6 (Holiday Inn) ⊙

## Bauten anderenorts
- 1954: Kantine mit Pförtnerhaus für die Dr. Schleussner-Fotowerke in Neu-Isenburg
- 1965–1969: Südasien-Institut der Universität Heidelberg
- 1966: Wohnhaus in Wachtberg[20]
- 1970: Kinderkurheim in Bad Rappenau (abgerissen)[21]
- 1973–1975: Stadtteilmittelpunkt Heidelberg-Emmertsgrund
- 1974–1978: Medizinische Institute der Universität Heidelberg
- 1972–1975: Max-Planck-Institut für Astronomie in Heidelberg
- 1989–1993: Polizeidirektion in Heidelberg

## Auszeichnungen
- 1969: Grand Prix de l'architecture de l'urbanisme in Cannes für den Wettbewerbsbeitrag „Trassenstadt 69“ in Zusammenarbeit mit Günter Bock
- 1978: Großer BDA-Preis
- 1978: Hugo-Häring-Preis für die Multihalle[12]
- 1979: Erster Preis beim Wettbewerb für die Erweiterung des Reiß-Museums
- 1982: Deutscher Beitrag auf der Biennale von Venedig mit dem Wohn- und Geschäftsviertel Bab al Sheikh in Bagdad[12]
- 1988: Hugo-Häring-Preis für das Internationale Institut für Berufsbildung

## Veröffentlichungen
- Carlfried Mutschler und Partner. Bauten und Entwürfe. Krämer, Stuttgart 1976, ISBN 3-7828-1437-1.
- Joachim Langner (Red.): Carlfried Mutschler und Partner. Bauten und Entwürfe 2. Krämer, Stuttgart 1995, ISBN 3-7828-1610-2.